# Georg Bock von Wülfingen (Verwaltungsjurist)
Georg Wulbrand Ernst Hermann Julius Bock von Wülfingen (* 29. Dezember 1822 in Burgstemmen; † 29. April 1905 in Hannover) war ein deutscher Verwaltungsjurist des 19. Jahrhunderts.

## Leben
Georg Bock von Wülfingen entstammte der hannöverschen Uradelfamilie Bock von Wülfingen und war der Sohn des Majors Friedrich Bock von Wülfingen und seiner Ehefrau Elisabeth. Er studierte ab 1844 Rechtswissenschaften an der Universität Göttingen und wurde dort Mitglied des Corps Hannovera. Nach den Staatsexamina trat er in den hannöverschen Staatsdienst ein und wurde Regierungsrat, als solcher wurde er mit der Annexion Hannovers durch Preußen 1866 preußischer Beamter und zuletzt auch pensioniert.
Er war gleichzeitig auch Erbdrost und Erbkämmerer des seit 1813 zum Königreich Hannover gehörenden Fürstentums Hildesheim.

## Familie
Am 12. September 1854 heiratete er in Lehe die Johanne Marie Heloise (* 13. Dezember 1832 in Wittlage; † 12. November 1901 in Hannover), Tochter der Friedrich Ernst Ostermeyer und der Wilhelmine (Emmy) Christine Amalie Müldner, eine Cousine des Karl Müldner von Mülnheim. Aus der Ehe gingen zwei Kinder hervor, eine Tochter und ein Sohn:
- Anna Wilhelmine Marie Friederike Bock von Wülfingen (* 30. Juni 1855 in Lehe; † 14. Februar 1941 in Hannover), heiratete Carl Axel Melchior Freiherr von Wachtmeister auf Björkö (* 13. Dezember 1846 in Friedenthal/Mark; † 16. Mai 1909 in Hannover), königlich preussischer Oberstleutnant a. D., Sohn der Carl Vilhelm Elof Freiherr von Wachtmeister und der Agnes Wilhelmine Marie Elise Erbrecht zu Bülow.
- Friedrich Georg Adolph Wulbrand Bock von Wülfingen (* 24. August 1856 in Lehe; † 1. Januar 1931 in Ascona) letzter Erbdrost und Erbkämmerer des Fürstentums Hildesheim 1915–1918, heiratete in Elze am 22. März 1908 Isabella Bock von Wülfingen, geschiedene Lappe (* 25. November 1863 in Achterberg; † 27. März 1930 in Ascona).

Ein Bruder der Georg, Heinrich Hermann Karl Johann Bock von Wülfingen (* 30. März 1831 in Burgstemmen; † 9. Mai 1898 in Hannover) heiratete in Hannover am 20. April 1875 eine Schwestertochter seiner Schwägerin, Clara Wilhelmine Caroline (* 9. Januar 1851 in Beverstedt; † 27. Oktober 1925 in Hannover), Tochter der Hermann Christian August Camman und der Wilhelmine Charlotte Friederike Johanne Auguste Ostermeyer.

## Schriften
- Geschichte der Bock von Wülfingen, Göhmann, Hannover 1896